# NGC 1428
NGC 1428 este o galaxie lenticulară situată în constelația Cuptorul. A fost descoperită în 19 ianuarie 1865 de către Johann Friedrich Julius Schmidt⁠(d). Se află la o distanță de 20,51 de megaparseci de Pământ.